# Protodiaspis sulcata
Protodiaspis sulcata är en insektsart som beskrevs av Ferris 1942. Protodiaspis sulcata ingår i släktet Protodiaspis och familjen pansarsköldlöss. Inga underarter finns listade i Catalogue of Life.